# Colaspoides imasakai
Colaspoides imasakai es un coleóptero de la familia Chrysomelidae.
Fue descrita científicamente en 1991 por Komiya.